# Зоря (газета)
«Зоря» (с укр. — «Звезда») — днепропетровская областная украиноязычная газета, выходящая с 1917 года. До 7 ноября 1929 года выходила на русском языке под названием «Звезда».

## История
Попытка издания большевистской газеты в Екатеринославе была предпринята ещё в 1915 году Заднепровским комитетом Екатеринославской организации РСДРП (Д. Лебедь, Э. Квиринг, А. Каменский и др.), однако вышел только один номер.
С 4 апреля 1917 года стала выходить партийная газета «Звезда» — орган Екатеринославского комитета РСДРП(б); она была названа в честь легальной большевистской газеты «Звезда», выходившей в 1910—1912 гг. в Петербурге. Издание газеты прервалось в апреле 1918 года, когда Екатеринослав заняли австро-венгерские войска и армия Украинской державы, и возобновилось на непродолжительное время в феврале 1919 года после возвращения в город большевиков, однако в июне 1919 года, когда город заняли Вооружённые силы Юга России, издание газеты снова прекратилось и регулярно возобновилось в конце 1919 года, когда город окончательно заняла Красная армия.
Издание «Звезды» как отдельной партийной газеты было прекращено в мае 1920 года, когда она была влита в губернскую газету «Известия», которая прежде выходила как орган губернского исполкома Советов, а теперь стала выходить и как орган губернского исполкома Советов, и как орган губернского комитета КП(б)У.
В конце 1920 года «Известия» стали выходить под названием «К труду!». В июле 1922 года выпуск газеты «К труду!» был прекращён; вместо неё и газеты «Рабочий путь», издаваемой Екатерининской железной дорогой и райкомом Союза металлистов, с 20 июля 1922 года стала выходить новая объединённая газета «Звезда» — орган Екатеринославского губисполкома, губкома КП(б)У, губпрофсовета дорпрофсожа Екатерининской железной дороги и райкома Союза металлистов.
С 7 ноября 1929 года в рамках кампании украинизации газета была переведена на украинский язык издания и получила новое название «Зоря», под которым она издаётся и по сей день.
В 1920-х и начале 1930-х годов в ходе изменения административно-территориального деления Украинской ССР, укрупнения и разукрупнения территориальных единиц газета «Звезда» («Зоря») меняла специализацию и территорию распространения — была губернской, окружной, а с 1932 года стала областной. В годы, когда город не имел своей отдельной общественно-политической газеты, «Зоря» выходила и в качестве областной, и в качестве городской газеты.
В 1920-х годах газета имела ряд приложений: экономический двухнедельник «Наше хозяйство», литературно-художественный еженедельник «Наковальня», сатирический двухнедельник «Хоботом на клык!» и другие.
После начала Великой Отечественной войны газета выходила в Днепропетровске по август 1941 года, затем её издание было перенесено в другие города, а осенью 1941 года она перестала выходить. Осенью 1943 года после освобождения Днепропетровска издание возобновилось.
В 1967 году газета награждена Орденом Трудового Красного Знамени.